# Стручков Сергій Павлович
Сергій Павлович Стручков (1900, Російська імперія — ?) — радянський діяч, член ВЦВК. Член Центральної контрольної комісії ВКП(б) у 1930—1934 роках.

## Життєпис
Народився в бідній родині. Працював робітником-слюсарем.
Член РКП(б) з 1920 року.
З 1920-х років — слюсар заводу «Большевик» у місті Ленінграді, секретар колективу ВКП(б) заводу.
Подальша доля невідома.